# Acer tegmentosum
Acer tegmentosum là một loài thực vật có hoa trong họ Bồ hòn. Loài này được Maxim. mô tả khoa học đầu tiên năm 1856.

## Hình ảnh

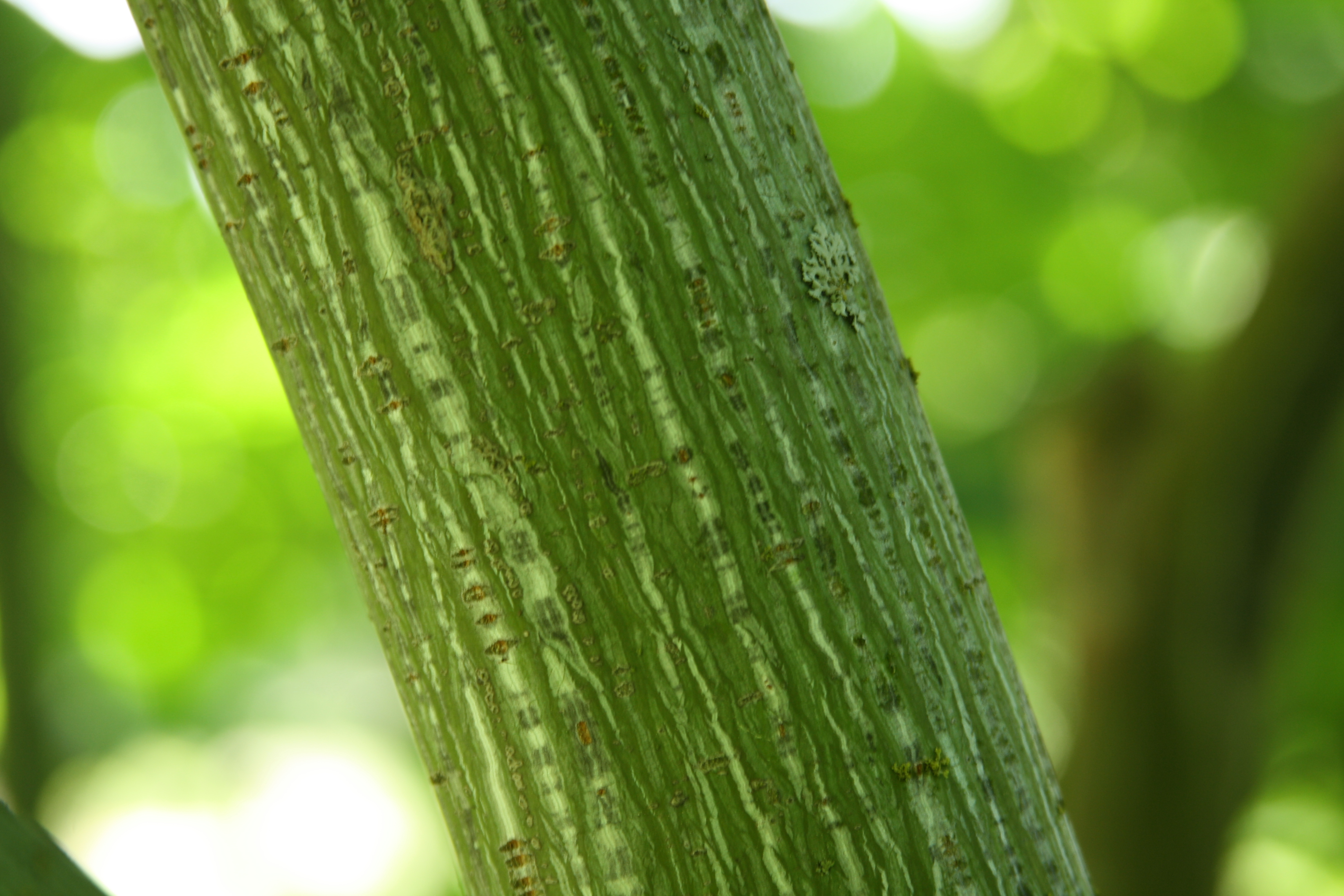
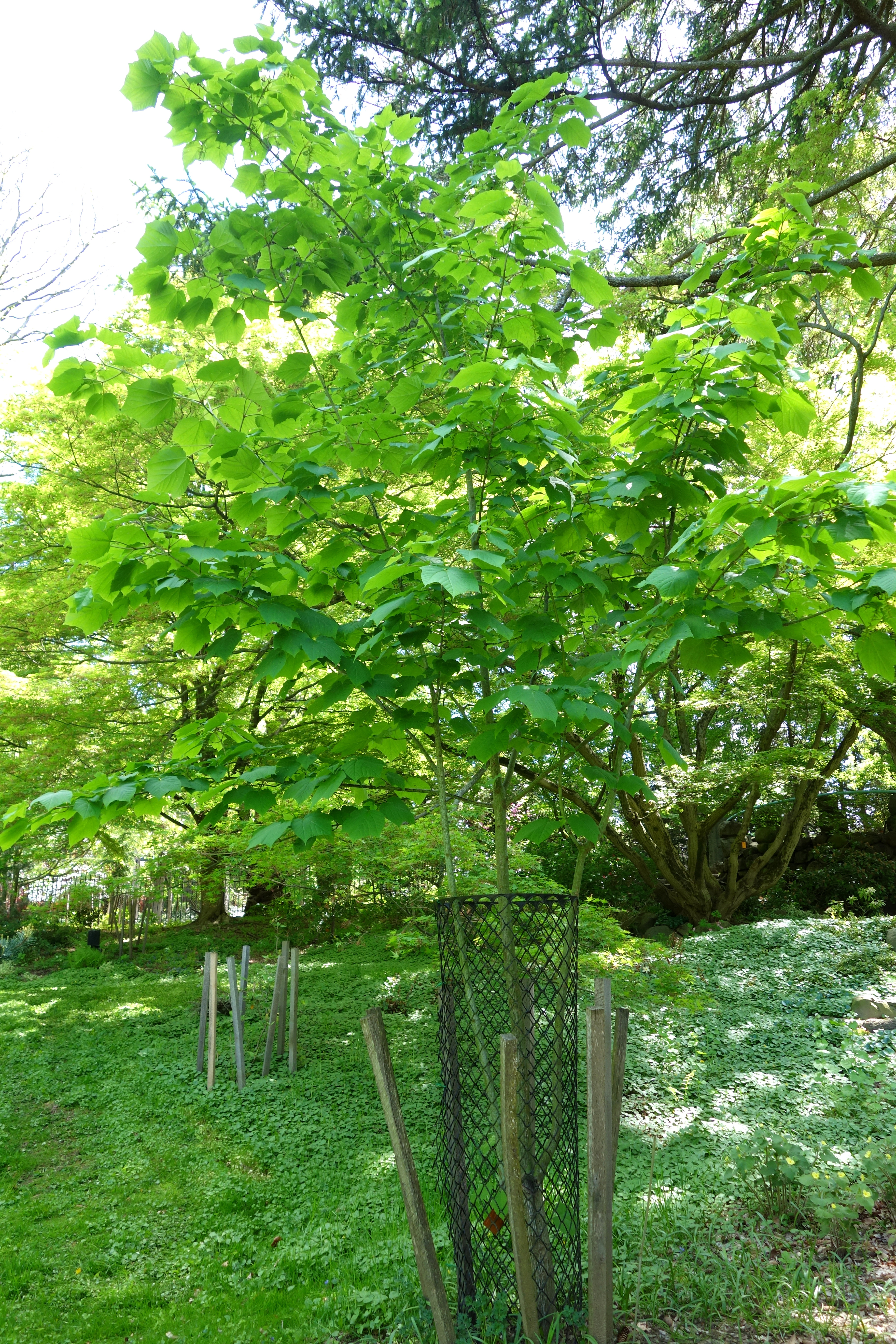
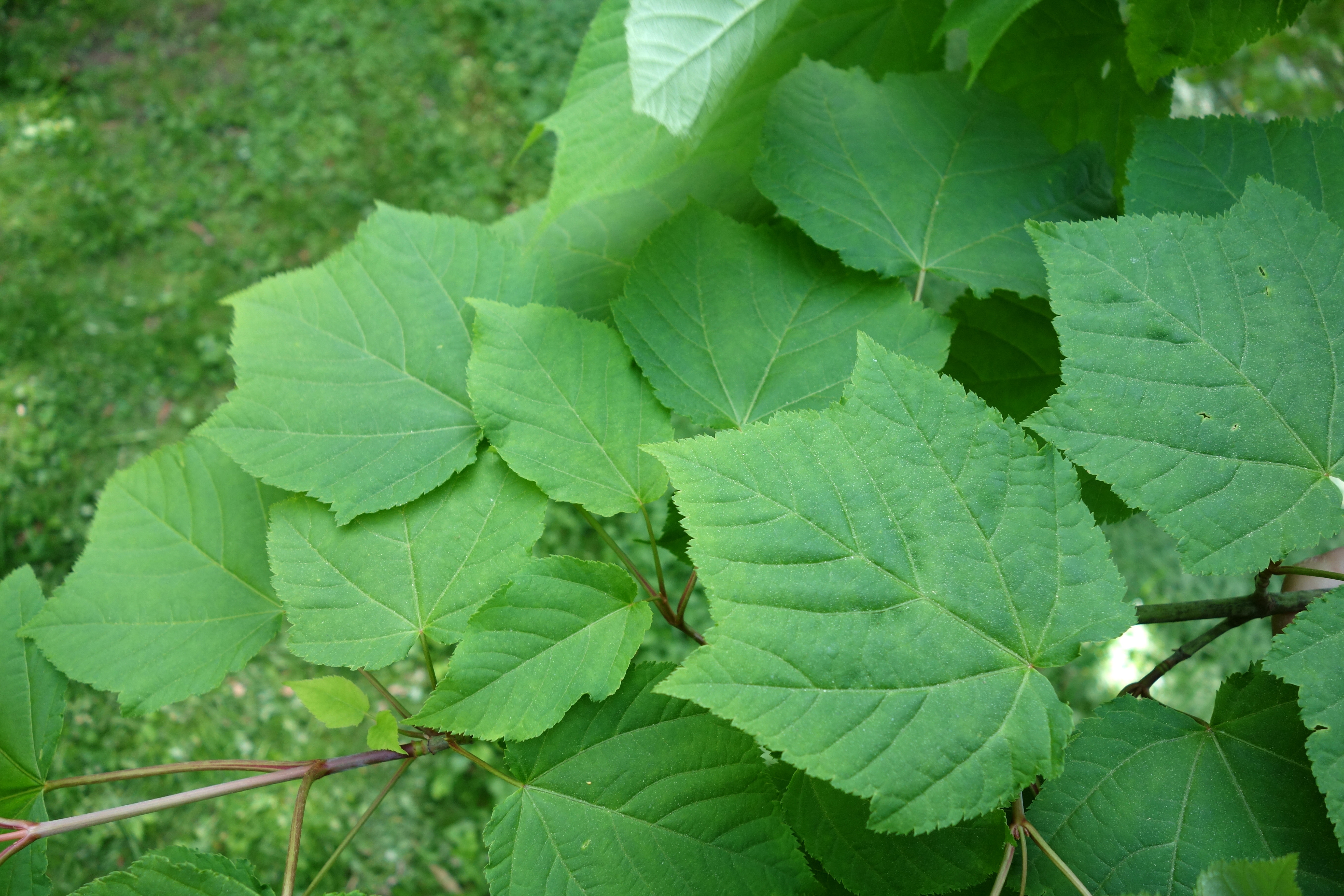